# Waltwilder
Waltwilder (Limburgs: Willer) is een dorp en deelgemeente van Bilzen-Hoeselt, het was een zelfstandige gemeente tot aan de gemeentelijke herindeling van 1977. Waltwilder is gelegen langs de N2 tussen Bilzen en Maastricht

## Etymologie
“Wilre” wordt voor het eerst officieel geciteerd in een schenkingsakte uit 1096, wanneer Gravin Ida van Bonen, aldaar gelegen gronden aan de abdij van Munsterbilzen schonk. Later voegde men “wout-, walt-“ toe, om het dorp naar zijn ligging bij een bos (woud), te onderscheiden van het enkele kilometers verder gelegen Wilre nabij Maastricht (nu gekend als Wolder).
Waltwilder is dus een samengesteld woord: een versmelting van het Middelnederlandse waut en het Latijnse villare wat hof, hoeve betekent, waaruit Wilre is afgeleid. Naast "Wilre" werd ook Waut(e)wilre of Wautwiller in de 13e en 14e eeuw gevonden. Vanaf de 17e eeuw komt Walt-wille(e)r, Waltwildre voor. Sedert de Franse tijd wordt Waltwilder vastgelegd.

## Geschiedenis
De eerste sporen van menselijke bewoning dateren uit de Romeinse tijd. Er werden drie Romeinse tumuli gevonden nabij de huidige Molenstraat, welke voorzien waren van rijke grafgiften. Ook werden dakpanfragmenten aangetroffen, wat wijst op de aanwezigheid van Gallo-Romeinse woonkernen nabij de huidige dorpskern van Waltwilder en nabij gehucht Amelsdorp, daterend uit de 1e tot 3e eeuw na Christus. Het huidige Waltwilder komt vermoedelijk voort uit een Frankische nederzetting. Later kwam het in bezit van Graafschap Loon. Pas in 1777 werd Waltwilder, dat nooit een zelfstandige heerlijkheid is geweest, in pand gegeven aan de proost van het kapittel van de Sint-Martinuskerk te Luik.
Op het huidige grondgebied van Waltwilder lag wel een andere heerlijkheid, namelijk die van Groenendaal, maar het dorp Waltwilder hoorde daar niet bij.
De parochie, gewijd aan Sint-Remigius, werd gesticht door de Abdij van Munsterbilzen, welke ook het patronaatsrecht bezat, en ze is al oud. Een deel van Eigenbilzen en Hoelbeek behoorde eveneens tot deze parochie.
Waltwilder ontwikkelde zich als een hoopdorp, en de bebouwing bestond vooral uit langgevelboerderijen met de nok loodrecht op de straat, en een viertal vierkantshoeven. In de 2e helft van de 20e eeuw nam het aantal bewoners toe en ontstond ook de lintbebouwing langs de hoofdweg van Bilzen naar Maastricht, die zich direct ten zuiden van de dorpskern bevindt.

## Demografische ontwikkeling
- Bronnen:NIS, Opm:1831 tot en met 1970=volkstellingen; 1976 = inwoneraantal op 31 december

## Bezienswaardigheden
- De Sint-Remigiuskerk uit 1862.
- Kasteel Groenendaal, een classicistisch bouwwerk met oudere kern, een kasteelhoeve en een Engelse tuin.
- Enkele vierkantshoeven, waaronder Langstraat 57, met een trapgevel en speklagen in baksteen en mergelsteen.
- Ook in het gehucht Amelsdorp bevinden zich enkele oude hoeven en een kapel.

## Natuur en landschap
Waltwilder ligt in Vochtig-Haspengouw op een hoogte van ongeveer 100 meter. Ten westen van Waltwilder vindt men de vallei van de Wilderbeek met het natuur- en recreatiegebied Wilderpark, terwijl een zijriviertje van de Wilderbeek, de Broekbeek, ontspringt ter hoogte van de kom van Waltwilder. Ten oosten van Waltwilder ontspringt de Meersbeek. Al deze beken lopen in noordelijke richting. In het noorden ligt ook het landgoed van Kasteel Groenendaal. De directe omgeving van Waltwilder is, afgezien van de beekvalleien, in gebruik door landbouw en fruitteelt.

## Bron
Cuenen Lambert. naar aanleiding van 900 jaar Waltwilder

## Nabijgelegen kernen
Martenslinde, Kleine-Spouwen, Rosmeer, Mopertingen, Hoelbeek, Bilzen, Munsterbilzen